# Róbert Feczesin
Róbert Feczesin (ur. 22 lutego 1986 w Budapeszcie) – węgierski piłkarz grający na pozycji napastnika. Aktualnie zawodnik południowokoreańskiego zespołu Jeonnam Dragons

## Kariera klubowa
Piłkarską karierę Feczesin rozpoczął w klubie Dabas, a następnie trenował w Vasasie Buapeszt, ale w 2001 roku podjął treningi w Újpeście Budapeszt. W 2003 roku zadebiutował w jego barwach w lidze węgierskiej. Liczył sobie wówczas 17 lat, a 17 kwietnia 2004 strzelił pierwszego gola w profesjonalnym futbolu, w zremisowanym 1:1 z Balaton FC. W tamtym sezonie Feczesin został wicemistrzem Węgier. Osiągnięcie to powtórzył w 2006 roku, ale jeszcze w trakcie sezonu 2005/2006 został zawodnikiem FC Sopron, z którym zajął jednak dopiero 10. pozycję w ekstraklasie. W sezonie 2006/2007 klub Róberta zajął tę samą pozycję, a on sam był najlepszym strzelcem zespołu z 11 golami na koncie.
Latem 2007 Feczesin przeszedł za około 200 tysięcy euro do drugoligowego włoskiego klubu Brescia Calcio, gdzie tworzył linię ataku wraz z Fabiem Bazzanim. W 2009 roku został wypożyczony do drużyny mistrza Węgier, Debreceni VSC, z którym awansował do fazy grupowej Ligi Mistrzów. W 2011 roku był wypożyczony do Ascoli Calcio, w którym grał również w sezonie 2012/2013. W sezonie 2013/2014 występował w Calcio Padova.
Latem 2014 Feczesin wrócił na Węgry. Został piłkarzem Videotonu, z którym wywalczył mistrzostwo Węgier w 2015 roku.
| Sezon   | Klub            | Kraj             | Rozgrywki           | Mecze | Bramki |
| ------- | --------------- | ---------------- | ------------------- | ----- | ------ |
| 2003/04 | Újpest FC       | Węgry            | Nemzeti Bajnokság I | 13    | 4      |
| 2004/05 | Újpest FC       | Węgry            | Nemzeti Bajnokság I | 23    | 4      |
| 2005/06 | Újpest FC       | Węgry            | Nemzeti Bajnokság I | 12    | 4      |
| 2005/06 | FC Sopron       | Węgry            | Nemzeti Bajnokság I | 9     | 0      |
| 2006/07 | FC Sopron       | Węgry            | Nemzeti Bajnokság I | 29    | 11     |
| 2007/08 | Brescia Calcio  | Włochy           | Serie B             | 28    | 3      |
| 2008/09 | Brescia Calcio  | Włochy           | Serie B             | 21    | 1      |
| 2009/10 | Debreceni VSC   | Włochy           | Nemzeti Bajnokság I | 16    | 8      |
| 2010/11 | Brescia Calcio  | Włochy           | Serie A             | 2     | 0      |
| 2010/11 | Ascoli Calcio   | Włochy           | Serie B             | 19    | 8      |
| 2011/12 | Brescia Calcio  | Włochy           | Serie B             | 29    | 5      |
| 2012/13 | Brescia Calcio  | Włochy           | Serie B             | 1     | 0      |
| 2012/13 | Ascoli Calcio   | Włochy           | Serie B             | 38    | 7      |
| 2013/14 | Calcio Padova   | Włochy           | Serie B             | 15    | 0      |
| 2014/15 | Videoton FC     | Węgry            | Nemzeti Bajnokság I | 20    | 7      |
| 2015/16 | Videoton FC     | Węgry            | Nemzeti Bajnokság I | 26    | 5      |
| 2016/17 | Videoton FC     | Węgry            | Nemzeti Bajnokság I | 18    | 8      |
| 2017    | Jeonnam Dragons | Korea Południowa | K League            | 32    | 10     |

- Stan na 2 grudnia 2017

## Kariera reprezentacyjna
Feczesin ma za sobą występy w młodzieżowych reprezentacjach Węgier w kategoriach U-19 i U-21. W pierwszej reprezentacji zadebiutował 14 grudnia 2005 w przegranym 0:2 towarzyskim meczu z Meksykiem. Cztery dni później strzelił pierwszego gola w narodowej drużynie, a Węgrzy pokonali w Miami 3:0 Antiguę i Barbudę.